# Brunn an der Wild
Brunn an der Wild je obec v Rakousku ve spolkové zemi Dolní Rakousy v okrese Horn. Žije v ní 820 obyvatel (podle sčítání z roku 2016).

## Poloha
Brunn an der Wild se nachází v severní části spolkové země Dolní Rakousy v regionu Waldviertel. Leží asi 10 km západně od okresního města Horn. Prochází jím silnice B2, která se u Schöngrabenu odpojuje od silnice B303 a pokračuje přes Horn a Schrems až na hranice s Českou republikou, na níž se napojuje silnice B32, která se odpojuje ze silnice B37 a vede sem přes obec Neupölla. Rozloha území obce činí 32,01 km2, z nichž 27,5% je zalesněných.

### Členění
Území obce Brunn an der Wild se skládá z deseti částí (v závorce je uveden počet obyvatel k 1. 1. 2015):
- Atzelsdorf (63)
- Brunn an der Wild (281)
- Dappach (71)
- Dietmannsdorf an der Wild (124)
- Frankenreith (18)
- Fürwald (34)
- Neukirchen an der Wild (100)
- St. Marein (66)
- Waiden (50)
- Wutzendorf (13)

## Historie
Území dnešní obce bylo osídleno již v neolitu. První písemná zmínka o Brunnu an der Wild pochází z 2. poloviny 13. století, o Dappachu z roku 1135, o Dietmannsdorfu an der Wild z roku 1180, o Frankenreithu z roku 1252 a o Neukirchenu an der Wild z roku 1076. Neukirchen an der Wild patřil v 2. polovině 12. století hraběcímu rodu von Poigen a v 1. polovině 13. století přešel do majetku rodové větve von Poigen-Hohenburg-Wildberg. V Dietmannsdorfu se v 15. a 16. století nacházely železné a stříbrné podniky.

## Fotogalerie

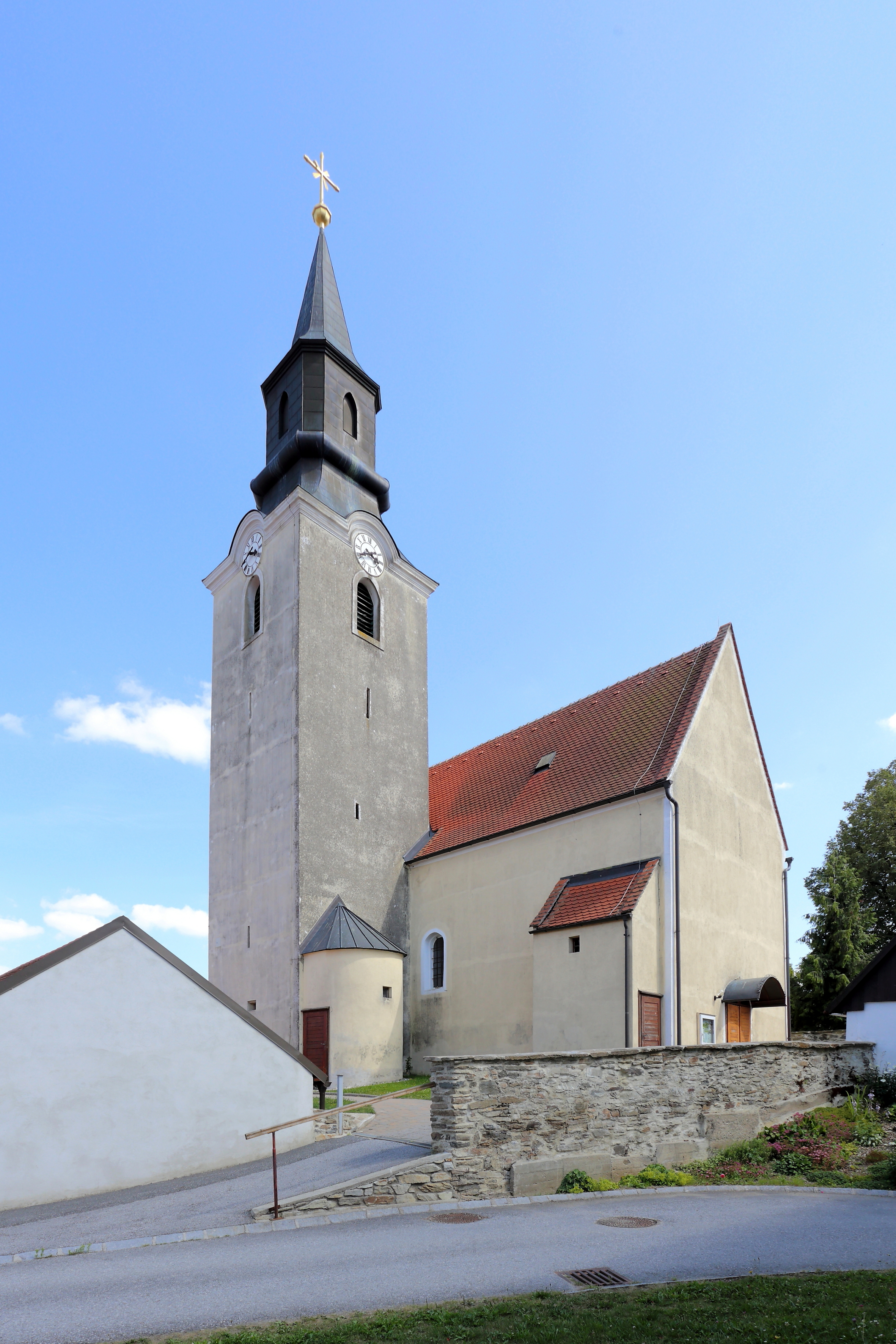
Kostel v Dietmannsdorfu
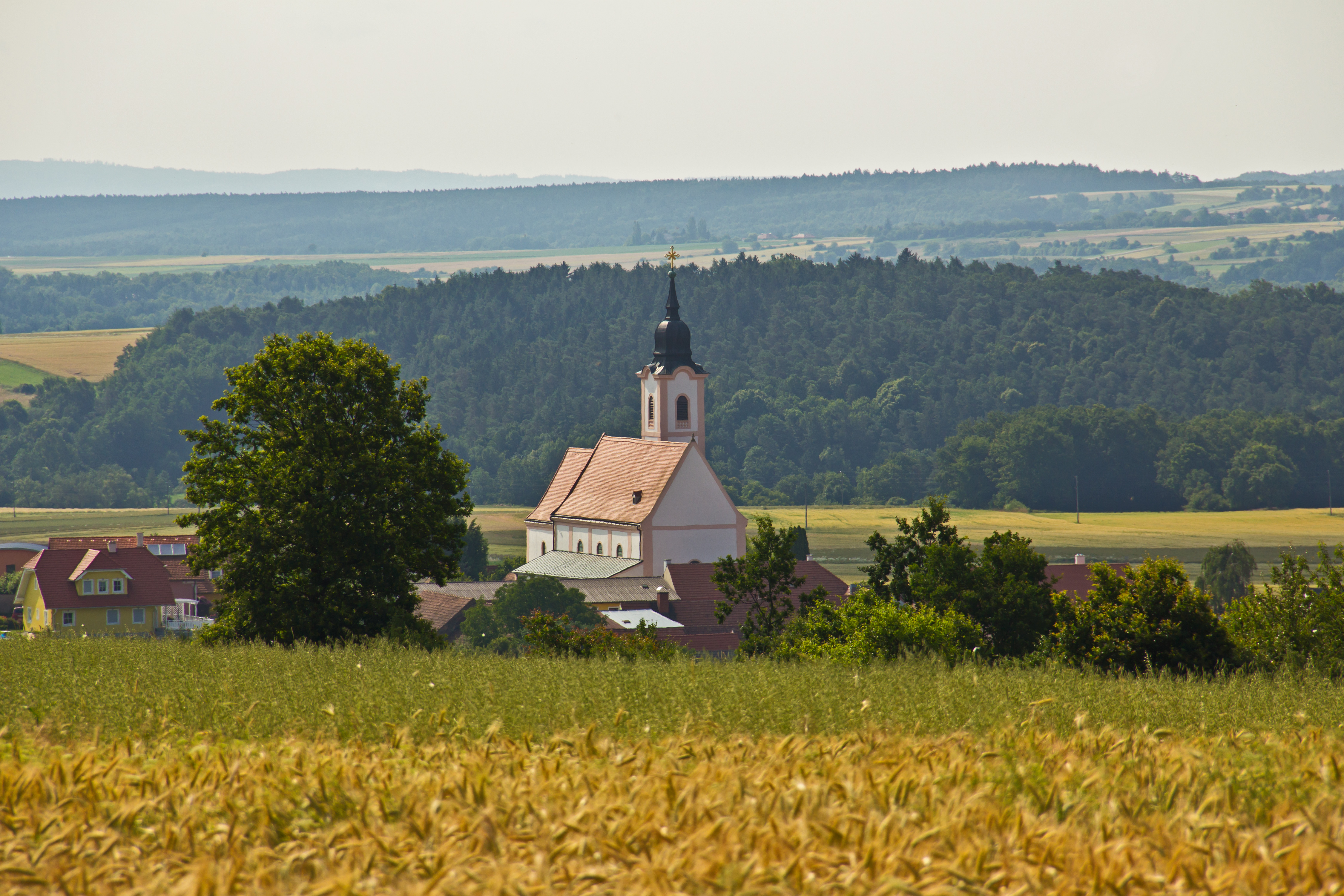
St. Marein
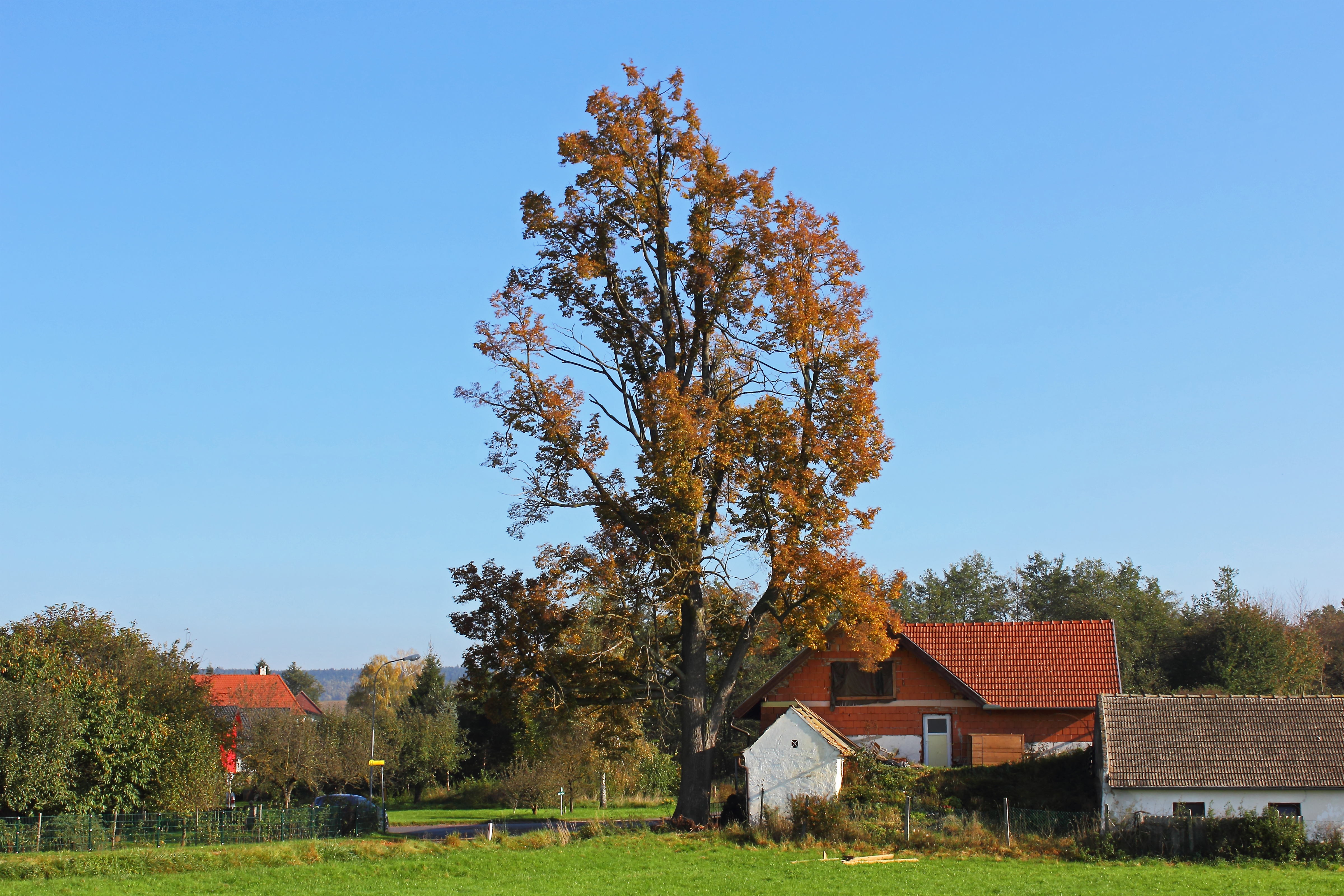
Fürwald
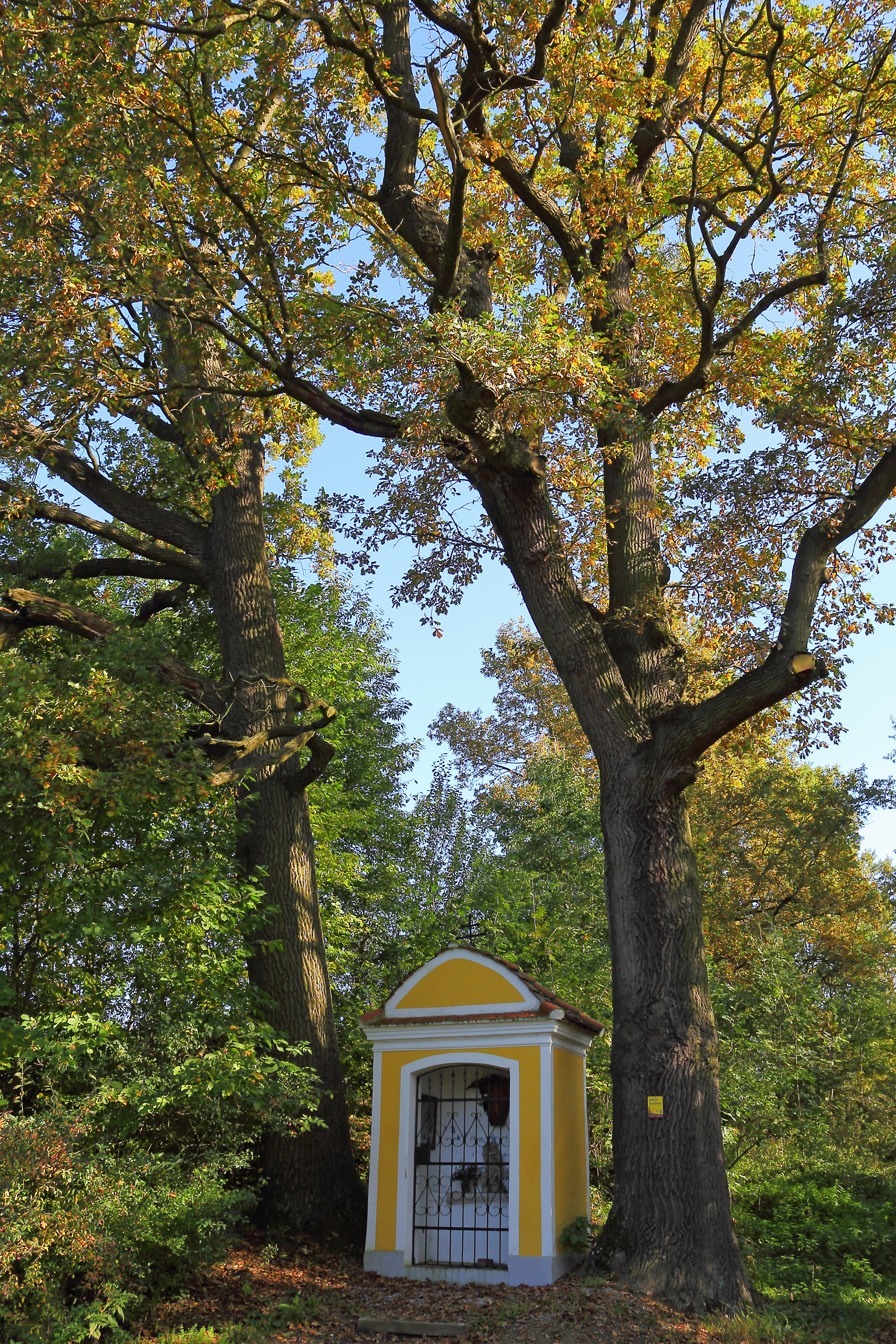
Kaplička u Frankenreithu
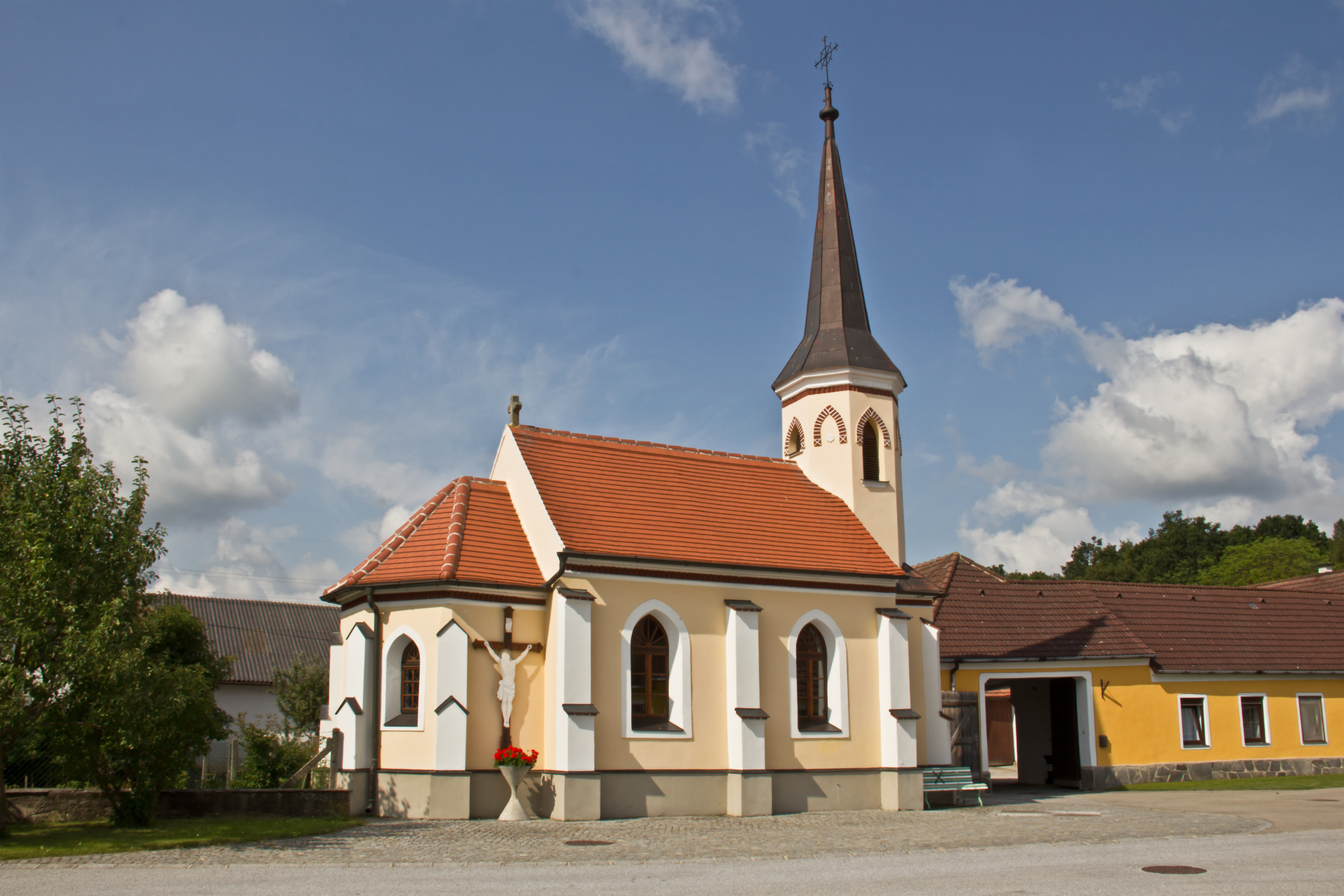
Kaple Dappach
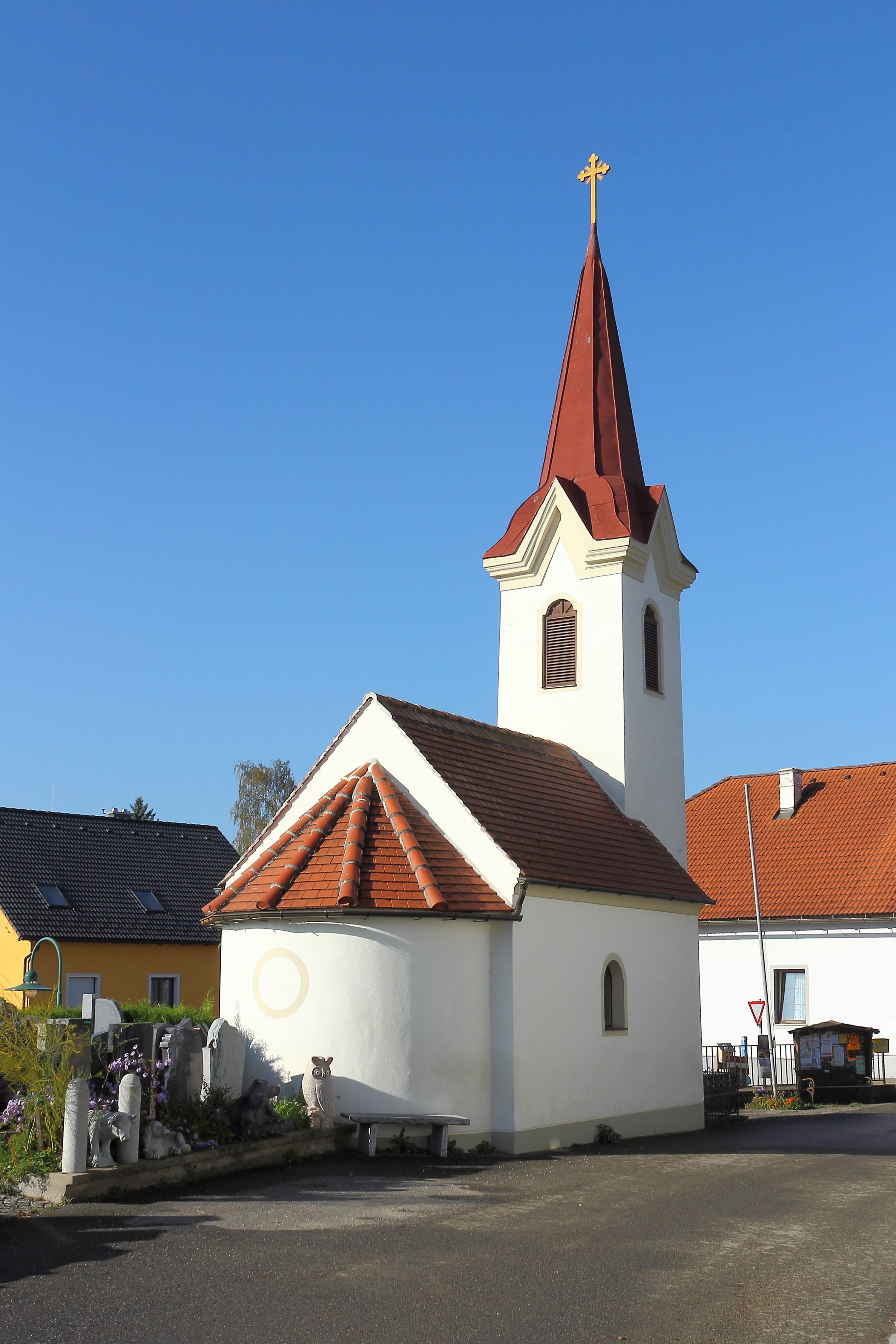
Kaple Atzelsdorf